# سانکت وندل (شهرستان)
ناحیه سانکت وندل (به آلمانی: Sankt Wendel district) یک ناحیه روستایی در آلمان است که در زارلاند واقع شده‌است.

## خصوصیات
ناحیه سانکت وندل ۹۵٬۱۱۹ نفر جمعیت دارد.

## شهرک‌ها و شهرداری‌ها
| شهرک‌ها      | شهرداری‌ها                                   |                                 |
| ----------- | ------------------------------------------- | ------------------------------- |
| 1. سنت وندل | 1. فرایزن 2. مارپینگن 3. نامبورن 4. نوهفلدن | 1. نونوایلر 2. اوبرتال 3. تولای |